# Montelhs (Arieja)
Montelhs (en francès Montels) és un municipi francès del departament de l'Arieja i la regió d'Occitània.